# Lecionário 60
O Lecionário 60 (designado pela sigla ℓ 60 na classificação de Gregory-Aland) é um antigo manuscrito do Novo Testamento, paleograficamente datado do Século XI d.C.[a]
Este codex contém lições dos evangelhos de Mateus e Lucas (conhecido como Evangelistarium) e também lições dos Actos dos Apóstolos[a]. Foi escrito em grego, e actualmente se encontra na Biblioteca Nacional da França.